# Китайська медаль

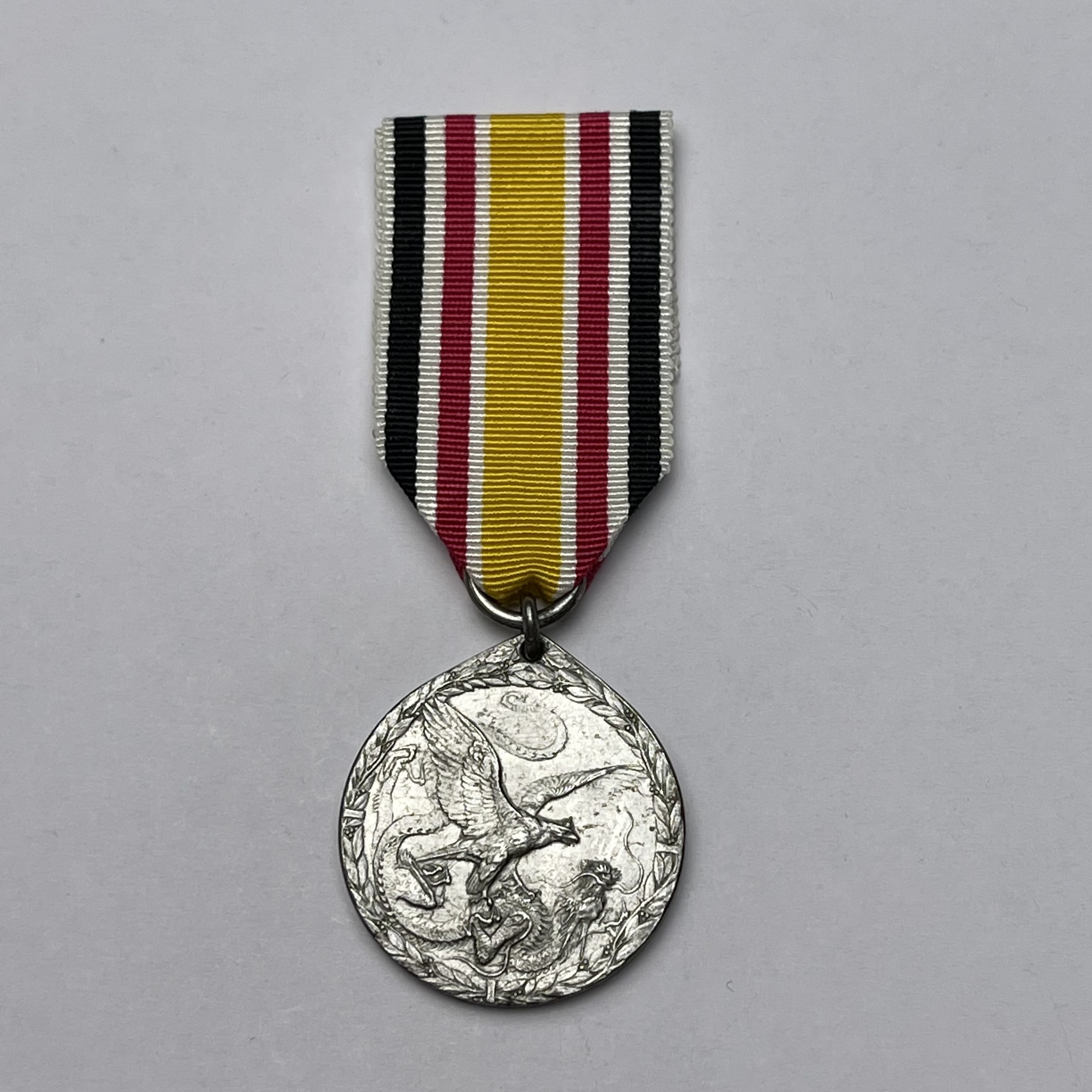
Аверс медалі для некомбатантів.

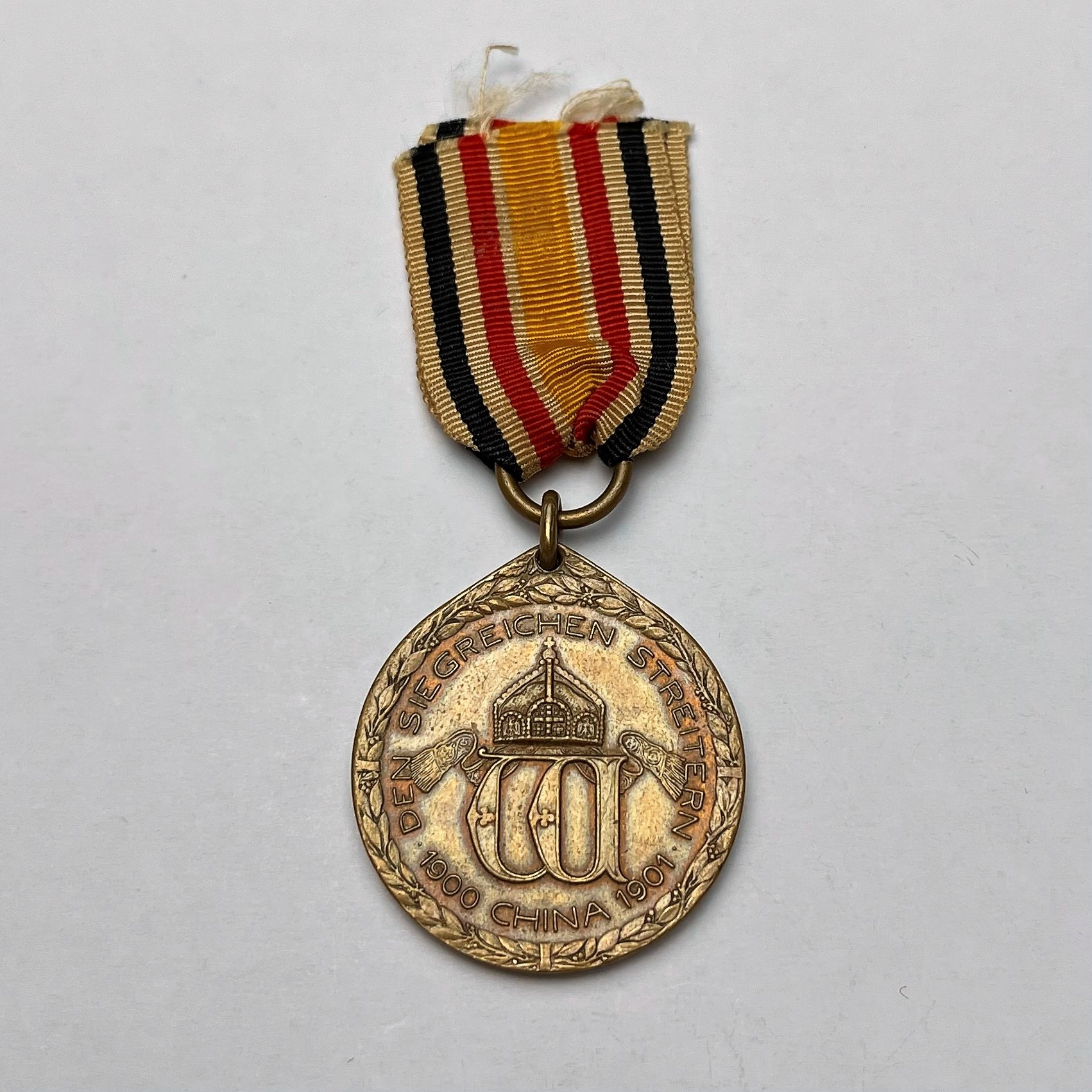
Реверс медалі для комбатантів.

Китайська медаль (нім. China-Denkmünze) — військова нагорода Німецької імперії.

## Історія
Медаль заснована німецьким імператором і королем Пруссії Вільгельмом II 10 травня 1901 року для нагородження німецьких підданих, які брали участь в придушенні боксерського повстання в Китаї в період з 30 травня 1900 року по 29 червня 1901 року або забезпечували військову операцію. До цих категорій осіб відносились:
- військовослужбовці армії і Військово-морського флоту, які брали безпосередню участь у бойових діях;
- некомбатанти, включаючи чиновників, відповідальних за формування, підготовку і транспортування військового контингенту в Китай;
- екіпажі судноплавних транспортних компаній, які здійснювали перехід військ і боєприпасів в зону конфлікту;
- особи, які отримали поранення або захворювання в ході кампанії.

Нагородження медалями поширювалося також на жінок.
Проект медалі розроблений берлінським скульптором професором Вальтером Шоттом на підставі ескізу, запропонованого самим Вільгельмом II.
Пам'ятна медаль за китайську кампанію випускалася єдиною державною виробником (фірма Mayer & Wilhelm в Штутгарті), а також різними приватними виробниками.
Медаллю для військовослужбовців нагороджені близько 50 000 чоловік, медаллю для некомбатантів — близько 6 000 чоловік.

## Підстави для нагородження
Для військовослужбовців, які брали безпосередню участь у бойових діях, медаль виготовлялася з бронзи або з позолоченої міді.
Для некомбатантів виготовлялась медаль з полірованої сталі, посрібленого бронзового сплаву і срібла (приватні тиражі). До них належали:
- чиновники, відповідальні за формування, підготовку і транспортування військового контингенту в Китай;
- екіпажі судноплавних транспортних компаній, які здійснювали перехід військ і боєприпасів в зону конфлікту;
- медичні працівники працювали в зоні конфлікту.

## Опис нагороди
Медаль характерної краплеподібної форми (35х32 мм), у верхній частині якої розташовано круглий отвір для колечка, що з'єднується з кільцем для протягування стрічки.
Аверс обох типів медалі обрамлений лавровим вінком, перев'язаним трьома стрічками в лівій, правій і нижній частинах. У центрі — переможний увінчаний короною орел, який символізує Німеччину, з розпушеними крилами, що тримає в пазурах поваленого китайського дракона.
Реверс медалі для військовослужбовців обрамлений лавровим вінком, перев'язаним трьома стрічками в лівій, правій і нижній частинах. У центрі розташована літера «W», увінчана короною з країнами зі стрічками. У верхній частині по колу проходить напис «Переможним воїнам» («Den Siegreichen Streitern»), в нижній частині — «1900 Китай 1901» («1900 Chnia 1901»).
Реверс медалі для некомбатантів також обрамлений лавровим вінком, перев'язаним трьома стрічками в лівій, правій і нижній частинах. У центрі розташована літера «W», увінчана короною зі стрічками. По колу проходить напис «За службу під час експедиції в Китай» («Verdienst um die Expedition nach China»). Внизу зображено маленьку п'ятипроменеву зірку.
Стрічка медалі білого кольору з широкою центральною жовтою смугою, по обидва боки від якої розташовані дві тонкі чорна і червона смуги.

## Мініатюрна копія
Існує велика кількість фрачних копій Медалі за Китайську кампанію 1900—1901. Ці копії виготовлялися різними фірмами і майстернями, варіантів виготовлення велика кількість, що відрізняються розмірами, якістю виготовлення і способом носіння (на стрічці, шпильці тощо).

## Планки медалі
Для учасників різних битв в ході китайської кампанії випускалися пам'ятні бронзові бойові планки, які повинні були бути придбані ветеранами за особисті кошти. Некомбатанти планок не отримували, навіть якщо брали участь у битвах (медичний персонал і обозники).
Хоча планки призначалися лише для «бойових» медалей і купувалися виключно за пред'явленням відповідних документів, відома значна кількість випадків порушень правил.
Так, планки, включаючи неофіційні, кріпилися на стрічки медалей для некомбатантів. Наприклад, планка «Пекін» («Peking»), що призначалася виключно для 251 особи з особового складу 3-го батальйону морської піхоти, носилася іншими військовослужбовцями.
Всього було офіційно започатковано 13 планок: FOUPHING, HOPHU, HUOLU, KALGAN, KAUMI, KITCHOU, LIANG-HSIANG-HSIEN, PEITANG-FORTS, PEKING, SEYMOURE-EXPEDITION, TAKU, TIENTSIN, TSEKINGKWAN.
Як правило, поодинокі планки на стрічці зустрічаються рідше, ніж група з декількох.
Відомі 16 неофіційних планок: 1900 1900—1901, 1900-01, 1901, CHOUCHOUANG, KUAN-TSCHANG, LANG-FANG, NANKUANTO, NAN-HUNG-MEN, OSTASIA EXPED KPS, PEITANG FORTS (альтернативне написання назви з офіційною планки), PEITZANG, TONGKU, TSCHÖNGLING, TSUHANG, TSUHANG-TSCHÖNGLING.
З урахуванням того, що неофіційні планки випускалися різними виробниками, шрифти, розмір букв і відстань між ними розрізнялися. Так, написи на деяких планках виконувалися каліграфічним курсивом методом гравіювання.
Відомі два способи кріплення неофіційних планок: за допомогою двох зубців різної форми і широких пластин для протягування крізь стрічку медалі.